# Панин, Дмитрий Родионович
Дмитрий Родионович Панин (26 мая 1886, с. Гололобовка, Козловский уезд, Тамбовская губерния — 22 сентября 1959, п. Абрамцево, Загорский район, Московская область) — советский живописец. Помощник А. М. Герасимова.

## Биография

Домик в посёлке «Сокол».
Д. Р. Панин. 1940

Дмитрий Панин родился 26 мая 1886 года в селе Гололобовка Козловского уезда Тамбовской губернии. Его мать Акулина Дмитриевна служила прислугой у господ, увлекавшихся коллекционированием картин, благодаря чему у Дмитрия проявился интерес к искусству. В начале XX века вместе с семьёй переехал в Козлов (ныне Мичуринск). Там Дмитрий поступил в художественную школу С. И. Криволуцкого в Козлове (ныне Мичуринск), где познакомился с Александром Герасимовым. После окончания Харьковского художественного училища Дмитрий Панин одним из первых вошёл в «Коммуну творчества козловских художников», созданную Герасимовым. Участники «Коммуны» писали плакаты, лозунги, транспаранты, панно, кинорекламу, устраивали художественные выставки. Позднее Панин с Герасимовым вместе работали декораторами в Козловском театре. После отъезда Герасимова в Москву в 1925 году, Панин несколько лет преподавал рисование в козловских школах. У художника начались проблемы с деньгами, однако в тот период он написал пейзажи «Март», «Поляна, освещённая солнцем» и «Берёзы на опушке».
В 1934 году Дмитрий Панин по настоянию Александра Герасимова переехал в Москву. Он поселился в его мастерской в посёлке «Сокол» за ширмой. Получал от Герасимова небольшое жалование, выполняя его поручения. Досконально изучив манеру Александра Герасимова, мог выполнять копии его картин. Иногда Герасимов доверял Панину написание некоторых полотен, составлявших госзаказ. Герасимов лишь доводил эти картины до законченного состояния.
Последние годы жил в Абрамцеве в доме, который для него купил Герасимов. Умер 22 сентября 1959 года.

## Семья
Дочери:
- Панина Ираида Дмитриевна[2]
- Панина Надежда Дмитриевна (Асмолова) — жена теплофизика В. Г. Асмолова[2]

## Память
В 2015 году в школе села Гололобовка был открыт музей Дмитрия Панина. В музее представлены стенды с информацией о живописце, а также факсимильные репродукции его полотен.
Выставки произведений Дмитрия Панина проводились в 2011 году в Музее-усадьбе А. М. Герасимова и в 2020 году в Мичуринском краеведческом музее.

## Отзывы
Биограф Александра Герасимова И. Я. Великанов писал о Дмитрие Панине:
Дмитрий Родионович Панин — человек особого склада. Суховатый с виду, с первого впечатления он суров, но впечатление это обманчиво. Не любил он вольность, праздность в людях. Старался держаться в быту нравственного порядка и осуждал тех, кто не придерживался его. О живописи Дмитрий Родионович судил не хуже любого искусствоведа. Мазок Герасимова он изучил настолько, что мог его повторить почти как автор. И это обстоятельство привело его к тому, что он стал помощником Герасимова. Работая бок о бок с такой колоритной личностью, как Герасимов, он сохранил свой собственный художнический образ.
Художник В. Б. Попов вспоминал:
Впервые я познакомился с творчеством Дмитрия Родионовича Панина на выставке «Мы встретились вновь» в музее-усадьбе А. М. Герасимова. Это была большая удача музея, так как выставка открыла нам незаслуженно забытого талантливого художника… Если бы Панин одну половину жизни посвятил творчеству Герасимова, а вторую — своему творчеству, он достиг бы таких высот, что стал бы в один ряд с выдающимися художниками-реалистами XX века.
Художник С. М. Никиреев писал:
Два художника шли по жизни и творили вместе, но какие они разные! Быть долгие годы в орбите славы гиганта советского искусства, мастера картины, портрета, и сохранить свое понимание мира искусства и своего творческого лица Панину было, наверно, нелегко. Да и много ли времени и сил оставалось от интенсивного служения Александру Михайловичу для занятия художеством?! Панин был человеком с сильным характером, с большой любовью к живописи, к тихой жизни россиянина. Было ли в его сознании ощущение службы своему господину, хозяину?.. А, может, и не было понятия "хозяин". Были два друга на всю жизнь, и каждый выполнял начертанные Господом свои обязанности, а в итоге создали как бы один большой портрет с могучим добрым русским нравом в богатейшей русской живописной культуре.